# Manipulacja tłumem
Manipulacja tłumem – celowe użycie technik opartych na zasadach psychologii tłumu w celu angażowania, kontrolowania lub wpływania na pragnienia tłumu, w celu nakierowania jego zachowania na określone działanie. Praktyka ta jest powszechna w religii, polityce i biznesie. Może ona wspierać aprobatę, dezaprobatę lub obojętność względem osoby, polityki lub produktu. Powszechnie kwestionowana jest etyczność manipulacji tłumem.
Manipulacja tłumem różni się od propagandy, przy czym oba te koncepty mogą wzmacniać się nawzajem, aby przynieść pożądany skutek. Zakładając, iż propaganda jest „konsekwentnym, trwałym wysiłkiem w celu tworzenia lub kształtowania zdarzeń, tak aby te wpłynęły na relacje opinii publicznej z przedsiębiorstwem, ideą lub grupą”, manipulacja tłumem jest działaniem relatywnie krótszym, ukierunkowanym na masy organizujące się w tłum w czasie rzeczywistym (w ramach tzw. „pre-propagandy”). Propagandysta odwołuje się do mas, nawet jeśli są one podzielone na mniejsze grupy; tymczasem manipulator tłumu odwołuje się tylko do części tychże mas, określanych jako tłum. Warto jednak podkreślić, że w kryzysowych sytuacjach – takich jak na przykład kryzys w kraju – manipulator tłumu może wykorzystać środki masowego przekazu, aby zwracać się do dużej masy ludzi w czasie rzeczywistym, tak jakby zwracał się do mniejszego tłumu.
Manipulacja tłumem różni się również od kontroli tłumu, pełniącej funkcję bezpieczeństwa w społeczeństwie (na przykład za pośrednictwem policji czy wojska). Władze lokalne stosują bowiem metody kontroli tłumu, aby powstrzymywać i rozpraszać tłumy, a przy tym zapobiegać oraz reagować na nieposłuszeństwo i bezprawne czyny, takie jak zamieszki czy grabieże.

## Funkcja i moralność

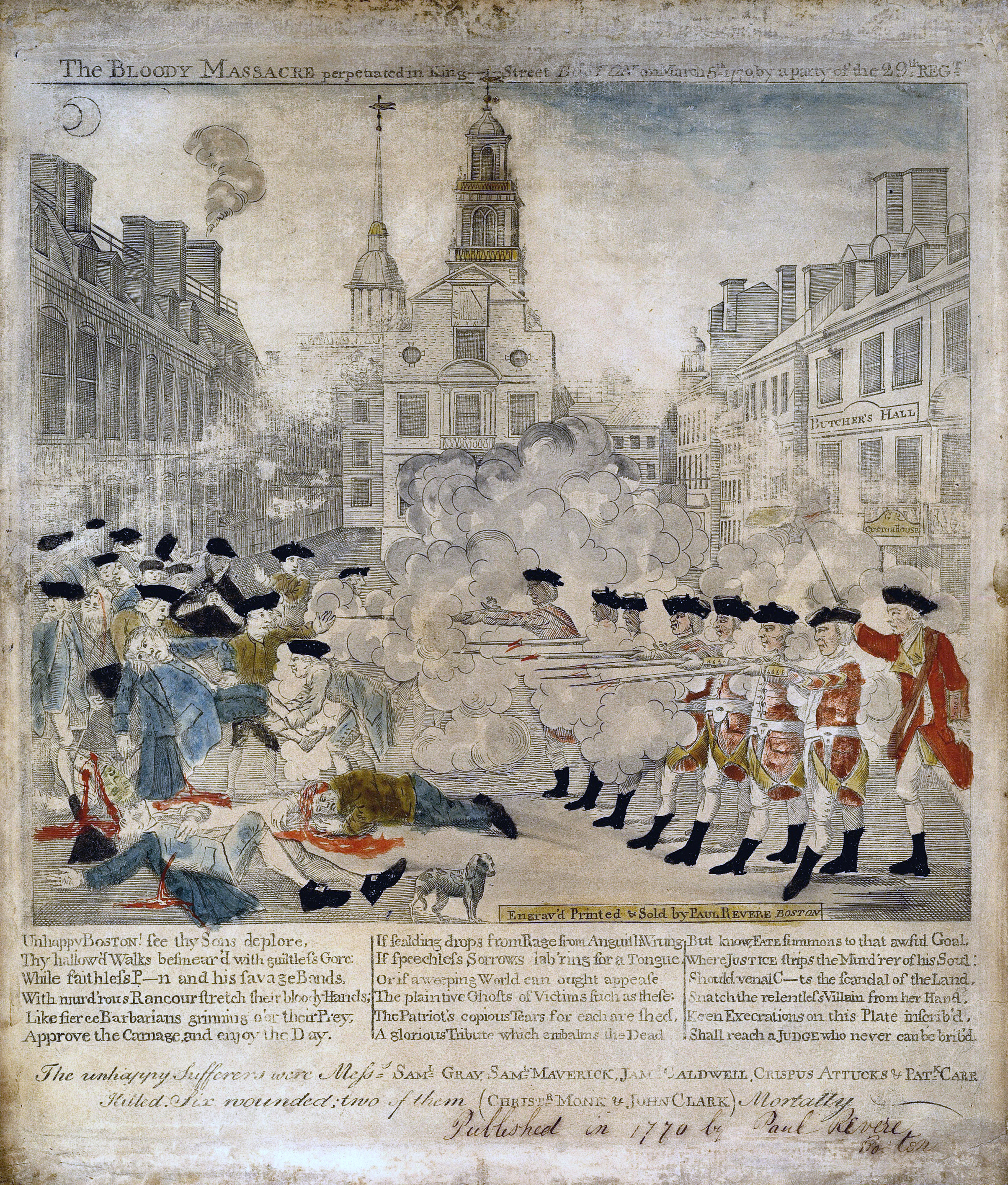
Portret masakry bostońskiej (5 marca 1770). Takie obrazy były używane do wzmacniania jedności między amerykańskimi kolonistami, oraz do wzbudzania niezadowolenia wobec korony brytyjskiej przed amerykańską wojną o niepodległość.

Manipulator tłumu angażuje, kontroluje lub wywiera wpływ na tłum bez użycia siły fizycznej, chociaż jego celem może być podżeganie do użycia siły przez tłum lub przez władze lokalne. Przed amerykańską wojną o niepodległość, Samuel Adams dostarczał mieszkańcom Bostonu „wyszukane kostiumy, rekwizyty i instrumenty muzyczne, które miały służyć graniu pieśni protestacyjnych podczas demonstracji w porcie i podczas parad na ulicach Bostonu”. Gdyby takie tłumy sprowokowały brytyjskie władze do przemocy, jak to zrobiły podczas masakry bostońskiej 5 marca 1770 r., Adams napisałby, stworzył i rozproszył opisy tych incydentów, tak aby wzbudzić niezadowolenie i stworzyć jedność między amerykańskimi koloniami. Amerykański sposób manipulacji można zaklasyfikować jako rodzaj miękkiej siły, która jest „zdolnością do zdobycia tego, czego się chce, raczej poprzez przyciąganie, niż przymus czy płatności”. Profesor Harvardu Joseph Nye ukuł ten termin w latach 80. XX wieku, chociaż trudno przypisywać mu pierwotne opisanie takiego konceptu. Techniki wykorzystywane do zdobywania umysłów tłumów były badane i rozwijane w szczególności przez Kwintyliana w jego książce szkoleniowej Institutio oratoria oraz przez Arystotelesa w Retoryce. Znane początki manipulacji tłumem sięgają V wieku p.n.e., kiedy strony sporu w Syrakuzach starały się poprawić swoją zdolność przekonywania w sądzie.
Czasownik „manipulować” może być postrzegany jako negatywny, ale taki być nie musi. Na przykład według słownika Merriam Webster’s Dictionary „manipulować” oznacza „kontrolowanie lub bawienie się zręcznymi, niesprawiedliwymi lub podstępnymi środkami, szczególnie dla własnej korzyści”. Ponadto działania tłumu nie muszą nosić znamion czy charakteru przestępczego. XIX-wieczny socjolog Gustave Le Bon napisał:
„To raczej tłumy, a nie odosobnione jednostki, mogą być nakłonione do podjęcia ryzyka śmierci, aby zapewnić triumf wiary lub idei. Te mogą być rozpalone z entuzjazmem – dla chwały i honoru, wobec którego są prowadzone, a i prawie bez chleba i bez broni, jak w epoce krucjat – do uwolnienia grobu Chrystusa od niewiernych lub, jak w [1793], do obrony ojczyzny. Taki heroizm jest bez wątpienia nieco nieświadomy, ale z takiego heroizmu tworzy się historia. Gdyby tylko ludziom przypisywano wielkie czyny dokonywane z zimną krwią, annały świata odnotowałyby ich niewiele.”
Edward Bernays, zwany ojcem Public Relations,  uważał, że manipulacja tłumem jest nie tyle moralna, ale jest wręcz konieczna. Twierdził, że „mały, niewidzialny rząd, który rozumie procesy umysłowe i wzorce społeczne mas, rządzi opinią publiczną za jej zgodą”. Jest to konieczne, aby dokonać podziału pracy i zapobiec chaosowi i zamieszaniu. „Głos ludu wyraża umysł ludu, który jest reprezentowany przez liderów grupy – w których ten lud wierzy – oraz przez osoby, które rozumieją manipulowanie opinią publiczną” – pisał Bernays. Napisał również: „Jesteśmy rządzeni, nasze umysły są kształtowane, nasze gusta formowane, nasze pomysły sugerowane, w dużej mierze przez ludzi, o których nigdy nie słyszeliśmy. Jest to logiczny wynik sposobu, w jaki zorganizowane jest nasze społeczeństwo demokratyczne”.
Inni twierdzą, że niektóre techniki nie są z natury złe, ale zamiast tego są filozoficznie neutralnymi konceptami. Wieloletni działacz polityczny i były pracownik Białego Domu podczas prezydentury Ronalda Reagana, Morton C. Blackwell, wyjaśnił w przemówieniu zatytułowanym „Ludzie, partie i władza”:
„Posiadanie racji – w sensie bycia poprawnym – nie wystarczy, aby wygrać. Polityczna technologia determinuje polityczny sukces. Dowiedz się, jak organizować i jak się komunikować. Większość technologii politycznych jest filozoficznie neutralna. Powinieneś studiować i zrozumieć swoją filozofię, ażeby zrozumieć jak wygrać”
Krótko mówiąc, manipulatorzy wyznający różne ideologie mogą z powodzeniem stosować te same techniki manipulacji tłumem, aby osiągnąć cele, które mogą być dobre lub złe. Techniki manipulacji tłumem oferują jednostkom i grupom filozoficznie neutralny sposób maksymalizacji efektu przekazu.
Aby manipulować tłumem, należy najpierw zrozumieć, co oznacza tłum, a także zasady, które rządzą jego zachowaniami.

## Tłumy i ich zachowanie
Słowo „tłum”, według słownika Merriam-Webster, odnosi się zarówno do „dużej liczby osób, zwłaszcza zebranych razem” (jak w zatłoczonym centrum handlowym), jak i do „grupy osób, które mają coś wspólnego” [jak w nawyku, zainteresowaniu czy profesji]. Filozof G. A Tawny zdefiniował tłum jako „liczną grupę ludzi, którzy razem stawiają czoła konkretnej sytuacji i są mniej lub bardziej świadomi swojego cielesnego istnienia jako grupy. Ich wspólne stawienie czoła sytuacji wynika ze wspólnych interesów i występowania wspólnych okoliczności, które nadają jeden kierunek ich myśleniu i działaniu”. Tawney w swojej pracy „Natura Tłumów” [ang. The Nature of Crowds] omówił dwa główne typy tłumów:
„Tłumy można klasyfikować według stopnia określoności i stałości jego świadomości. Kiedy jest wysoce określony i stały, można go nazwać homogenicznym, a jeśli nie jest tak określony i stały, heterogenicznym. Wszelakie zgrupowania należą do homogenicznej klasy, ale nie wszystkie homogeniczne zgrupowania są tłumem. ... To, czy dany tłum należy do jednej grupy, czy do drugiej, może być kwestią dyskusyjną, a ten sam tłum może niepostrzeżenie przechodzić od jednego sklasyfikowania do drugiego.”
W badaniu z 2001 roku Institute for Non-Lethal Defense Studies, czyli Instytut Technologii Obronnych na Pennsylvania State University zdefiniował tłum bardziej szczegółowo jako „zgromadzenie wielu osób i małych grup, które się tymczasowo zgromadziły. Te małe grupy zwykle składają się z przyjaciół, członków rodziny lub znajomych”. Tłum może wykazywać zachowanie inne niż jednostki, które go tworzą. W XIX i na początku XX wieku pojawiło się kilka teorii wyjaśniających to zjawisko. Te zbiorowe prace wpisują się w „klasyczną” teorię psychologii tłumu.
Jednakże w 1968 roku socjolog dr Carl Couch z Uniwersytetu w Liverpoolu obalił wiele stereotypów związanych z zachowaniami tłumu, opisanymi przez ten ‘klasyczny’ nurt. Jego podejście jest klasyfikowane jako „nowoczesne” wśród współczesnych psychologów. Jednym z takich nowoczesnych modeli, opartym na „indywidualistycznej” koncepcji zachowań tłumu opracowanej przez Floyda Allporta w 1924 roku, jest również Opracowany Model Tożsamości Społecznej (ang. Elaborated Social Identity Model, w skrócie ESIM).

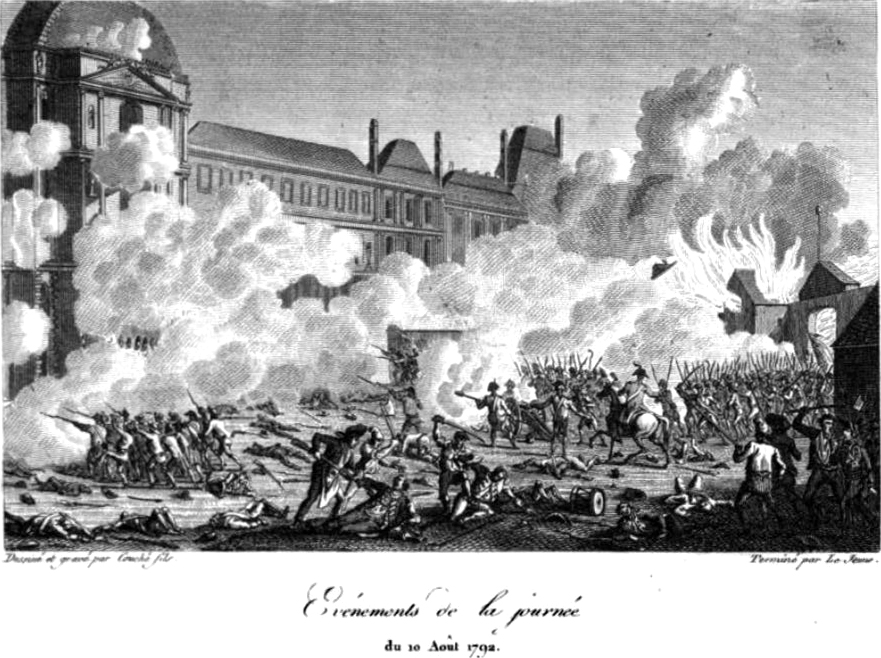
Zamieszki zorganizowane przez Komunę Paryską (w trakcie Rewolucji Francuskiej) 31 maja i 2 czerwca 1793 roku

### Teorie klasyczne
Francuski filozof i historyk Hippolyte Taine, przedstawił po wojnie francusko-pruskiej w 1871 roku pierwszy współczesny opis psychologii tłumu. Gustave Le Bon rozwinął te założenia w swojej książce z 1895 roku, „Psychologia tłumu” (fr. Psychologie des Foules). Zaproponował, że francuskie tłumy w XIX wieku były w swej istocie pobudliwe, a przy tym irracjonalne, i że łatwo wpływali na nie złoczyńcy. Zakładał również, iż zróżnicowanie tego typu tłumu tworzą zasadniczo nową jego istotę, rodzaj reakcji chemicznej, w której zmieniają się właściwości tłumu. Napisał:
„W określonych okolicznościach, i tylko w takich okolicznościach, skupisko ludzi ma nowe cechy, bardzo różniące się od cech tworzących ją jednostek. Uczucia i idee wszystkich osób w zgromadzeniu idą w tym samym kierunku, a ich świadoma osobowość znika. Tworzy się zbiorowy umysł, niewątpliwie przejściowy, ale o bardzo jasno określonych cechach.”
Le Bon zauważył kilka charakterystycznych cech tego, co nazywał „zorganizowanym” lub „psychologicznym” tłumem, w tym:
1. Zanurzenie się lub zniknięcie świadomej osobowości i pojawienie się nieświadomej osobowości (inaczej „jedność umysłowa”). Proces ten jest wspomagany przez uczucia niezwyciężonej siły, ale i anonimowości, które pozwalają poddać się instynktom zwykle trzymanym pod kontrolą (w tym kontekście indywidualizm jest osłabiony, a nieświadomość „zyskuje przewagę”);
2. Udzielenie się lub rozpraszanie („W tłumie każdy sentyment i czyn są ‘zaraźliwe’ do tego stopnia, że jednostka chętnie poświęca swój osobisty interes na rzecz zbiorowego interesu”); oraz
3. Sugestywność wynikająca ze stanu hipnotycznego. „Wszystkie uczucia i myśli kierują się w kierunku określonym przez hipnotyzera”, a tłum ma tendencję do przekształcania tych myśli w czyny[4].

Podsumowując, klasyczna teoria twierdzi, że:
- „Tłumy to zjednoczone masy, których zachowania można sklasyfikować jako aktywne, ekspresyjne, zdobywcze lub wrogie”.
- „Członkowie tłumu są skłonni do spontaniczności, irracjonalności, utraty samokontroli i poczucia anonimowości”[5].

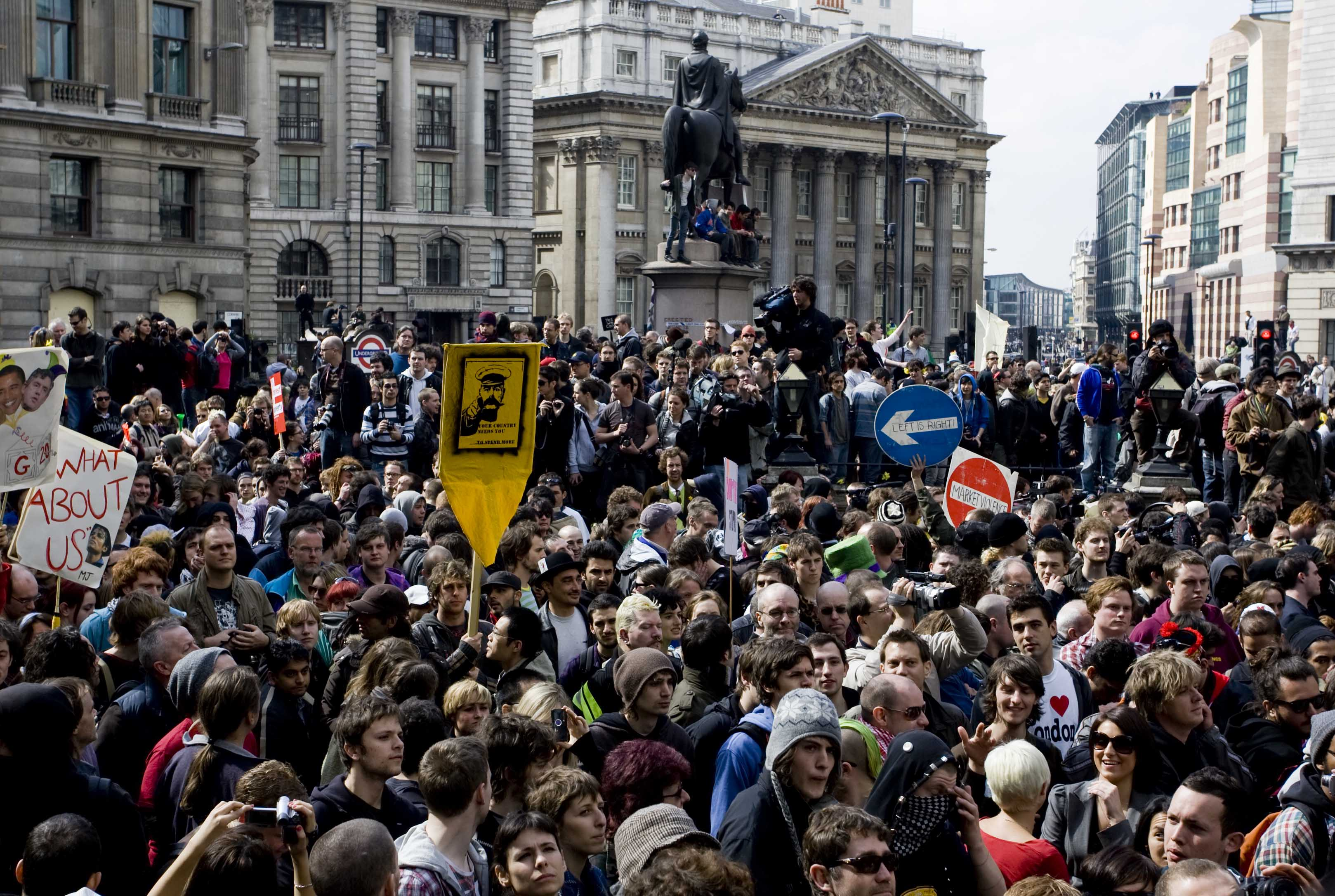
Część tłumu na proteście G20 Meltdown w Londynie 1 kwietnia 2009 roku

### Teorie współczesne
Krytycy klasycznej teorii twierdzą, że ma ona dziury, ponieważ dekontekstualizuje zachowanie tłumu, nie ma trwałego wsparcia empirycznego, jest stronnicza i ignoruje wpływ środków policyjnych na zachowanie tłumu.
W 1968 roku Dr Carl J. Couch zbadał i obalił wiele stereotypów klasycznej teorii w swoim artykule „Zachowanie kolektywne: badanie niektórych stereotypów” (ang. „Collective Behavior: An Examination of Some Stereotypes”). Od tego czasu inni socjologowie potwierdzili znaczną część jego krytyki. Wiedza z tych badań psychologii tłumu wskazuje, że:
- „Tłumy nie są jednorodnymi bytami”, ale składają się z „(w) mniejszości jednostek i (w) większości małych, lecz dobrze znanych sobie grup ludzi”.
- „Uczestnicy tłumu nie są jednomyślni [ani] we własnej motywacji”, ani w stosunku do siebie nawzajem. Uczestnicy „rzadko działają zgodnie, a jeśli tak, to działanie to nie trwa długo”.
- „Tłumy nie osłabiają indywidualnego poznania” i „nie wyróżniają się w wyjątkowy sposób, jak poprzez przemoc lub nieuporządkowane działania”.
- „Indywidualne postawy i cechy osobowości”, a także „zmienne społeczno-ekonomiczne, demograficzne i polityczne, są słabymi predyktorami intensywności zamieszek i indywidualnego uczestnictwa”

Według wspomnianego wcześniej badania z 2001 roku, przeprowadzonego przez Instytut Technologii Obronnych Uniwersytetu Penn State, tłumy przechodzą proces, który ma „fazę początkową, środkową i końcową”, a konkretnie:
- Proces powstawania
  - Faza ta obejmuje tymczasowe gromadzenie się osób na określony czas. Dowody sugerują, że zgromadzenie odbywa się najczęściej za pomocą „metody zorganizowanej mobilizacji”, ale może również odbywać się w ramach „procesu improwizowanego”, takiego jak poczta pantoflowa ze strony nieoficjalnych organizatorów.
- Tymczasowe zgromadzenie
  - Na tym etapie jednostki gromadzą się i uczestniczą zarówno w działaniach indywidualnych, jak i zbiorowych. Rzadko biorą udział wszystkie osoby w tłumie, a ci, którzy uczestniczą, robią to z wyboru. Ponadto wydaje się, że uczestnictwo różni się w zależności od rodzaju i celu zgromadzenia, przy czym nabożeństwa religijne charakteryzują się „większym udziałem” członków zgromadzenia (ok. 80–90% jednostek).
- Proces rozpraszania
  - W końcowej fazie uczestnicy tłumu rozchodzą się ze „wspólnego miejsca” do „jednego lub więcej alternatywnych miejsc”.

Zamieszki mają miejsce, gdy „jedna lub więcej osób w zgromadzeniu dopuszcza się przemocy wobec osoby lub mienia”. Według danych z badań amerykańskich i europejskich z lat 1830–1930 i od 1960 do chwili obecnej „mniej niż 10 procent demonstracji dotyczyło przemocy wobec osoby lub mienia”, przy czym świętowanie jest najczęstszym rodzajem zamieszek w Stany Zjednoczone.

### Opracowany model tożsamości społecznej (ESIM)
Steve Reicher, John Drury i Clifford Stott opracowali model, który znacznie różni się od „klasycznej teorii” zachowania tłumu. Według Stotta z University of Leeds:
„ESIM opiera się na tezie, że część składowa samookreślenia – determinująca ludzkie zachowania społeczne – wywodzi się z psychologicznej przynależności do określonych kategorii społecznych (tożsamości każdej jednostki). Uczestnicy tłumu mają odrębny szereg tożsamości społecznych, które mogą stać się istotne w systemie psychologicznym określanym jako „ja”. Zbiorowe działanie staje się możliwe, gdy określona tożsamość społeczna jest jednocześnie najbardziej zauważalna, a zatem dzielona przez uczestników tłumu.”
Ostatni punkt Stotta różni się od koncepcji „zanurzenia” tłumów zaproponowanej przez Le Bona, w której to świadomość jednostki ustępuje miejsca nieświadomości tłumu. ESIM bierze również pod uwagę wpływ działań policyjnych na zachowanie tłumu. Ostrzega, że „bezkrytyczne użycie siły stworzyłoby inaczej definiowalne poczucie jedności w tłumie: w kategoriach bezprawności i sprzeciwu wobec działań policji”. Może to w istocie wciągnąć tłum w konflikt, pomimo początkowego wahania poszczególnych osób w tłumie.

## Planowanie i technika
Manipulacja tłumem obejmuje kilka elementów, w tym: analizę kontekstu, wybór miejsca, propagandę, autorytet bądź też prestiż oraz sposoby docierania do tłumu.

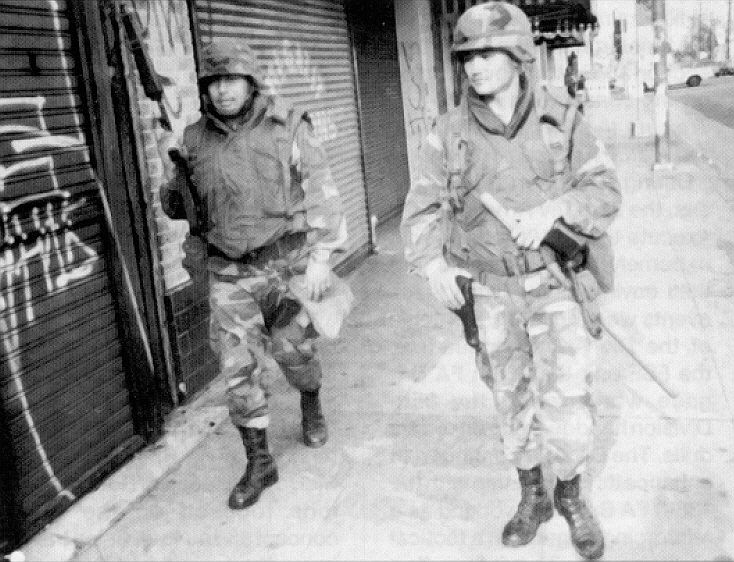
Żołnierze Kalifornijskiej Gwardii Narodowej patrolują ulice Los Angeles w odpowiedzi na uliczne zamieszki.

### Analiza kontekstu
Historia sugeruje, że kontekst społeczno-ekonomiczny i polityczny oraz lokalizacja wpływają dramatycznie na potencjał manipulacji tłumem. Przykładowo, w Stanach Zjednoczonych takie okresy obejmowały:
1. Preludium do rewolucji amerykańskiej (1763–1775), kiedy Wielka Brytania nałożyła wysokie podatki i różne ograniczenia na swoje trzynaście północnoamerykańskich kolonii;
2. Szalone lata dwudzieste (1920–1929), kiedy nadejście masowej produkcji umożliwiło zwykłym obywatelom kupowanie po przystępnych cenach przedmiotów wcześniej uważanych za luksusowe.
3. Wielki Kryzys (1929–1939), kiedy niszczycielski krach na giełdzie wstrząsnął amerykańską gospodarką i spowodował powszechne bezrobocie; oraz
4. Zimna wojna (1945–1989), kiedy Amerykanie stanęli w obliczu zagrożenia wojną nuklearną i brali udział w wojnie koreańskiej, bardzo niepopularnej wojnie w Wietnamie, czy też kiedy formułował się Ruch Praw Obywatelskich.

W innych obszarach okresy sprzyjające manipulacji tłumem obejmowały okres międzywojenny (po upadku imperiów austro-węgierskiego, rosyjskiego, osmańskiego i niemieckiego) oraz okres powojenny (dekolonizacja i upadek innych starych imperiów: brytyjskiego, francuskiego czy japońskiego). Również preludium do rozpadu Związku Radzieckiego stanowiło okres wzmożonej manipulacji tłumem. Anytkomunistyczne ruchy (takie jak polska „Solidarność”), powstały w latach siedemdziesiątych XX wieku po części dzięki takim przywódcom, jak Lech Wałęsa, Jacek Kuroń czy Tadeusz Mazowiecki. W 1987 roku Prezydent USA Ronald Reagan wykorzystał nastroje mieszkańców Berlina Zachodniego, a także głodnych wolności mieszkańców Berlina Wschodniego, żądając, aby radziecki premier Michaił Gorbaczow „zburzył” mur berliński. Podczas wyborów prezydenckich w 2008 roku demokratyczny kandydat Barack Obama wykorzystał nastroje wielu amerykańskich wyborców sfrustrowanych spowolnieniem gospodarczym i trwającymi wojnami w Iraku i Afganistanie. Jego proste przesłania „Nadzieja” [ang. 'Hope'], „Zmiana” [ang. 'Change'] oraz „Tak, możemy” [ang. 'Yes We Can'] zostały szybko przyjęte i skandowane przez jego zwolenników podczas politycznych wieców.
Kontekst historyczny i wydarzenia mogą również zachęcać do nieposłuszeństwa. Do takich przykładów należą zamieszki w Los Angeles z 1992 roku wywołane uniewinnieniem funkcjonariuszy policji uczestniczących w napaści na Rodneya Kinga, ale również wydarzenia z 2020 roku związane z ruchem Black Lives Matter. Do pełnego wykorzystania kontekstu historycznego, konieczne jest przeprowadzenie dokładnej analizy tłumu, tak aby zrozumieć pragnienia, lęki, obawy i uprzedzenia grupy docelowej. Można tego dokonać poprzez badania naukowe, grupy fokusowe i ankiety.

### Wybór miejsca
Miejsce, w którym gromadzi się tłum, daje również możliwość manipulowania myślami, uczuciami i emocjami tłumu. Lokalizacja, pogoda, oświetlenie, dźwięk, a nawet kształt areny – wszystko to wpływa na gotowość tłumu do uczestnictwa.
Symboliczne i namacalne tła, takie jak Brama Brandenburska, używane przez prezydentów Johna F. Kennedy’ego, Ronalda Reagana i Billa Clintona odpowiednio w 1963, 1987 i 1994 roku, mogą wywołać emocje, zanim manipulator tłumu otworzy usta, aby przemówić. Przemówienie George’a W. Busha w Ground Zero po ataku terrorystycznym na World Trade Center w 2001 roku, znane jako „Bullhorn Address”, jest kolejnym przykładem tego, jak miejsce może wzmocnić przekaz. W odpowiedzi na okrzyk ratownika „Nie słyszę cię”, prezydent Bush odpowiedział: „Słyszę cię! Słyszę! Reszta świata cię słyszy! I ludzie – też ludzie, którzy zniszczyli te budynki wkrótce nas wszystkich usłyszą!” Tłum wybuchł wiwatami i patriotycznymi śpiewami.

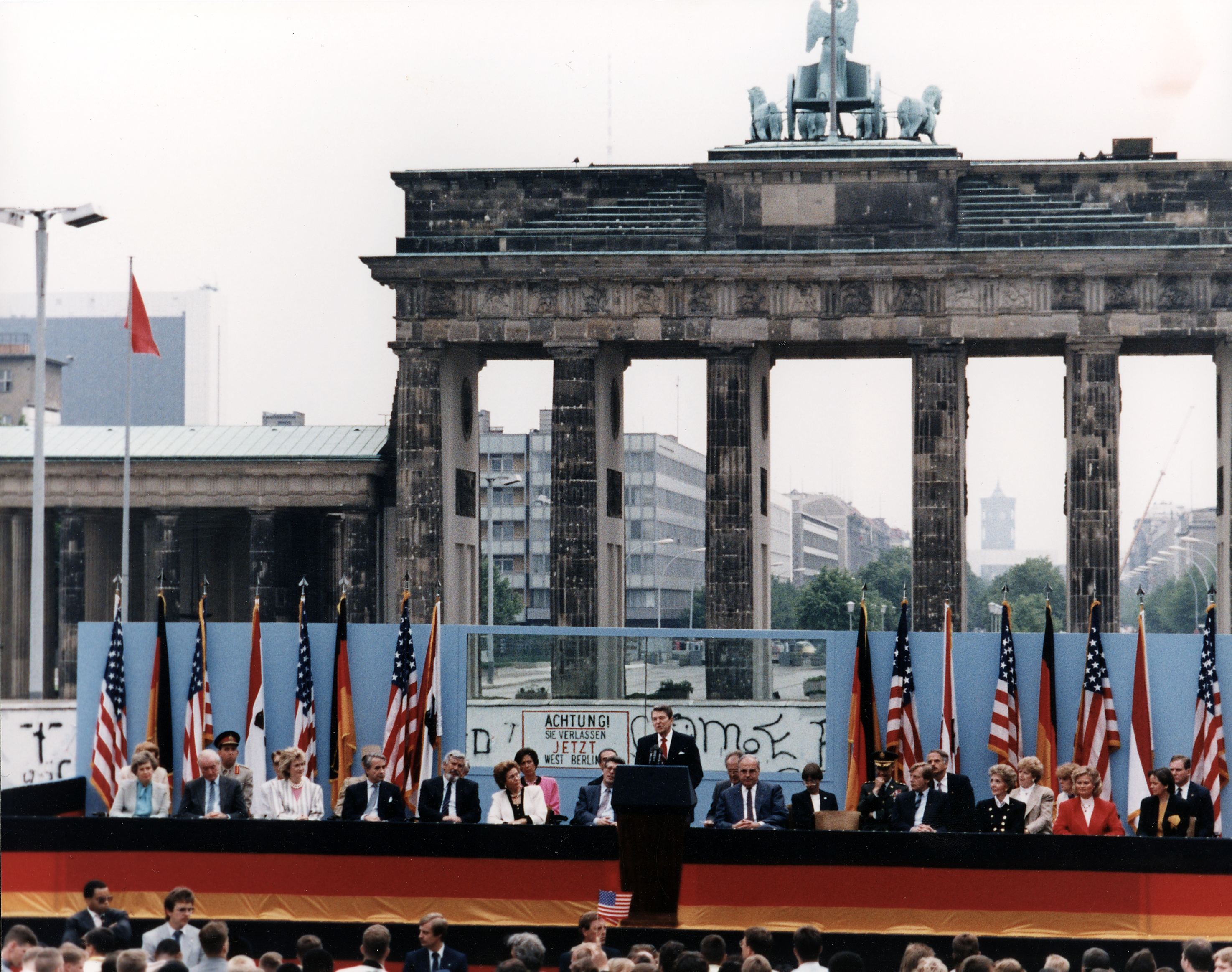
Prezydent USA Ronald Reagan wygłasza przemówienie pod Murem Berlińskim, przy Bramie Brandenburskiej, Republika Federalna Niemiec. 12 czerwca 1987.

### Propaganda
Manipulator tłumu i propagandysta mogą współpracować, aby osiągnąć lepsze wyniki niż mogliby osiągnąć działając osobno. Według Edwarda Bernaysa propagandysta musi przygotować swoją grupę docelową tak, żeby ta przemyślała i przewidziała wiadomości, zanim zostaną one im dostarczone. Same wiadomości muszą zostać przetestowane z wyprzedzeniem, ponieważ wiadomość, która jest nieskuteczna, jest gorsza niż jej brak. Socjolog Jacques Ellul nazwał tego rodzaju działalność „przedpropagandą” lub też „pre-propagandą” i – według niego – jest ona niezbędna, jeśli główne przesłanie ma być skuteczne. Ellul napisał w „Propagandzie: Tworzeniu Ludzkich Zachowań” (ang. 'Propaganda: The Formation of Men’s Attitudes’):
„Propaganda bezpośrednia, mająca na celu modyfikację opinii i postaw, musi być poprzedzona propagandą o charakterze socjologicznym: powolną, ogólną, dążącą do stworzenia klimatu, atmosfery sprzyjających postaw wstępnych. Żadna bezpośrednia propaganda nie może być skuteczna bez pre-propagandy, która bez bezpośredniej lub zauważalnej agresji ogranicza się do tworzenia dwuznaczności, zmniejszania uprzedzeń i rozpowszechniania obrazów, pozornie bez celu”
W tejże książce, stwierdza się, że socjologiczną propagandę można porównać do orki, a bezpośrednią propagandę do siewu; nie możesz zrobić jednego bez zrobienia drugiego. Socjologiczna propaganda to zjawisko, w którym społeczeństwo stara się zintegrować w sobie maksymalną liczbę jednostek, jednocząc zachowania swoich członków według wzoru, szerząc swój styl życia za granicą, a tym samym narzucając się innym grupom. Zasadniczo propaganda socjologiczna ma na celu zwiększenie zgodności ze środowiskiem, które ma charakter kolektywny, poprzez rozwijanie zgodności lub obronę ustalonego porządku i poprzez długotrwałą penetrację i progresywną adaptację przy użyciu wszystkich prądów społecznych. Elementem propagandowym jest sposób życia, którym jednostka jest przeniknięta, który jednostka następnie zaczyna wyrażać w filmie, piśmie lub sztuce, często nie zdając sobie z tego sprawy. To mimowolne zachowanie powoduje ekspansję promowanego społeczeństwa: poprzez reklamy, filmy, edukację i czasopisma. „Cała grupa, świadomie lub nie, wyraża się w ten sposób; również, aby pokazać, że jej wpływ sięga dalej – promuje styl życia”. Ten rodzaj propagandy nie jest zamierzony, ale rodzi się spontanicznie lub nieświadomie w ramach kultury lub narodu. Ta propaganda wzmacnia styl życia jednostki i najlepiej reprezentuje tenże. Propaganda socjologiczna stwarza dla jednostki niepodważalne kryterium dokonywania ocen dobra i zła zgodnie z porządkiem indywidualnego stylu. Propaganda socjologiczna nie skutkuje działaniem, może jednak przygotować grunt pod propagandę bezpośrednią. Odtąd jednostka znajdująca się w szponach takiej socjologicznej propagandy wierzy, że ci, którzy żyją w ten sposób, są po stronie aniołów, a ci, którzy nie są źli.
Bernays przyspieszył ten proces, identyfikując tych, którzy mają największy wpływ na opinię publiczną (eksperci, celebryci, istniejący zwolennicy, grupy przeplatające się itp.).
Po zaoraniu umysłu tłumu i zasianiu nasion propagandy, manipulator tłumu może przygotować się do zbioru jego plonów.

### Autorytet
Manipulator bądź manipulatorzy mogą być mówcami, grupami, muzykami, sportowcami lub kimkolwiek innym, kto sprawi, że zaistnieje poruzmienie w tłumie, zanim określą oni konkretne wezwanie do działania. Arystoteles uważał, że etos, czyli wiarygodność manipulatora, przyczynia się do jego zdolności przekonywania.
Prestiż jest formą „dominacji, jaką sprawuje w naszym umyśle jednostka, dzieło lub idea”. Manipulator, który posiada autorytet hamuje krytyczne zdolności tłumu i wzbudza szacunek i podziw. Autorytet wypływa z prestiżu, który może być generowany przez „prestiż nabyty” (np. stanowisko, mundur, szata sędziego) lub „prestiż osobisty” (np. siła wewnętrzna). Osobisty prestiż jest podobny do prestiżu „poskramiacza dzikiej bestii”, która przecież z łatwością mógłaby taką osobę pożreć. Sukces jest najważniejszym czynnikiem wpływającym na prestiż osobisty. Le Bon napisał: „Z chwilą, gdy prestiż zostaje zakwestionowany, przestaje być prestiżem”. W związku z tym manipulujący powinien powstrzymać tę dyskusję i zachować dystans od tłumu, aby jego błędy nie podważyły jego prestiżu.

### Sposoby docierania do tłumu
Zdolność manipulatora do wpływania na tłum zależy w szczególności od jego wizualnej, wokalnej i werbalnej zdolności docierania do tłumu. Winston Churchill i Adolf Hitler spędzili długie lata doskonaląc zdolności oratorski, ażeby stać się mistrzami retoryki.

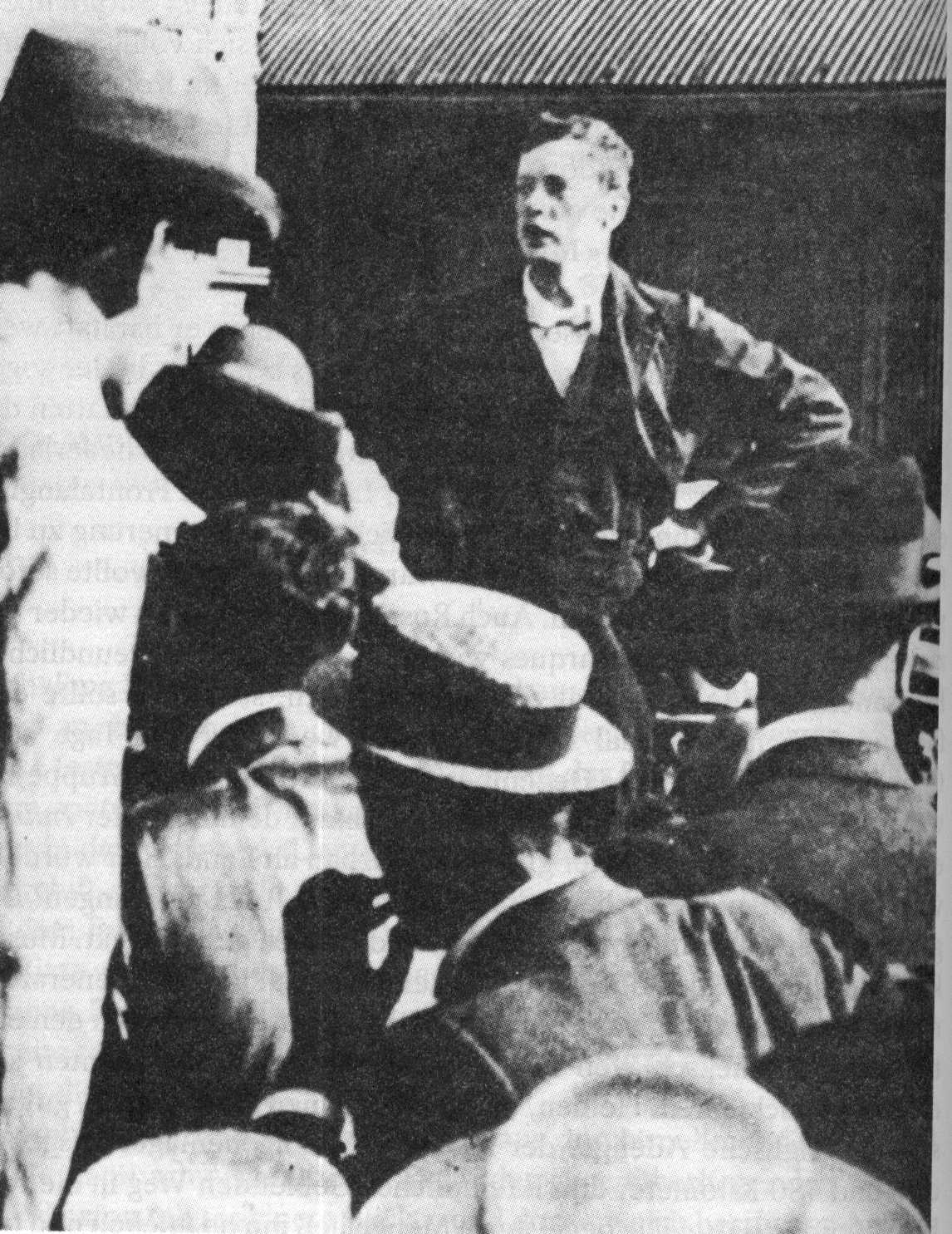
Winston Churchill w Durbanie w brytyjskiej kolonii Cape w 1899 roku. Przemówienie po ucieczce z obozu jeńców wojennych w Południowej Afryce.

#### Winston Churchill
W wieku 22 lat Winston Churchill udokumentował swoje wnioski dotyczące przemawiania do tłumów. Zatytułował ją „The Scaffolding of Rhetoric” i nakreślił to, co uważał za podstawę każdej skutecznej wypowiedzi. Wśród tych podstawowych elementów wymienił:
- „Poprawność dykcji” lub właściwy dobór słów, tak aby przekazać dokładne znaczenie tego co mówca ma na myśli;
- „Rytm”, czyli dźwięk przemówienia wyrażony poprzez „długie, toczące się i dźwięczne” zdania;
- „Nagromadzenie argumentów” lub „szybkie następstwo fal dźwięków i żywych obrazów” mówcy, które doprowadzają tłum do ekscytacji;
- „Analogia”, czyli łączenie nieznanego z tym co znane; oraz
- „Dzika ekstrawagancja” lub użycie wyrażeń, nawet skrajnych, które ucieleśniają uczucia mówcy i jego słuchaczy[23].

#### Adolf Hitler
Adolf Hitler wierzył, że może zastosować lekcje propagandy, których boleśnie nauczył się od aliantów podczas I wojny światowej, i zastosować je w Niemczech dla pożytku niemieckiego społeczeństwa. Poniższe punkty dostarczają pomocnego wglądu w jego myślenie podczas występów na scenie:

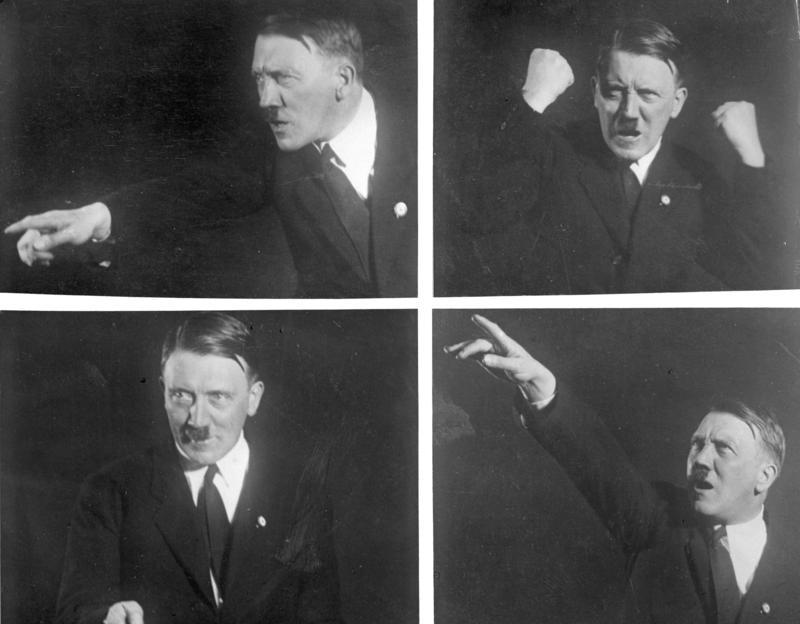
Nieruchome kadry pokazujące Hitlera podczas przemówienia pokazują, jak używa emocji i języka ciała do przekazania swojego przesłania.

- Apeluj do mas: „[Propaganda] musi być zawsze kierowana wyłącznie do mas”, a nie do „inteligencji wyszkolonej naukowo”.
- Skup się na emocjach: „[Propaganda] musi być skierowana na emocje i tylko w bardzo ograniczonym stopniu na, tak zwany, intelekt”.
- Niech twój przekaz będzie prosty: „Błędem jest skupienie się na wielu aspektach… Chłonność wielkich mas jest bardzo ograniczona, ich inteligencja jest niewielka, ale ich zdolność zapominania jest ogromna”.
- Przygotuj swoją publiczność na najgorszy scenariusz: „[Przygotuj] indywidualnego żołnierza na okropności wojny, a tym samym [pomóż] uchronić go przed rozczarowaniami. Po tym, najstraszniejsza broń, która zostanie użyta przeciwko niemu, zdawać się będzie tylko potwierdzać to, co przekazali mu jego propagandyści. Wzmocni to również jego wiarę w prawdziwość twierdzeń jego rządu, a z drugiej strony zwiększy jego wściekłość i nienawiść do nikczemnego wroga.”.
- Nie wypowiadaj niepełnych twierdzeń: „(…) podkreśl tą jedną prawdę, o którą walczysz. Jej zadaniem nie jest obiektywne studium prawdy, o ile sprzyja ona wrogu, a następnie stawianie jej przed masami zgodnie z akademicką sprawiedliwością; jej zadaniem jest służenie naszym własnym prawom, zawsze i niezachwianie”.
- Powtarzaj swoje przesłanie nieustannie: „Technika propagandowa musi ograniczyć się do kilku punktów i powinna powtarzać je w kółko. Jak to często bywa na tym świecie, wytrwałość jest pierwszym i najważniejszym warunkiem sukcesu.”[24][25]

Gustave Le Bon uważał, że wiadomości, które są potwierdzane i powtarzane, są często odbierane jako prawda i rozprzestrzeniane za pomocą 'udzielania się.' „Człowiek, podobnie jak zwierzęta, ma naturalną skłonność do naśladowania. Naśladownictwo jest dla niego koniecznością, pod warunkiem jednak, że ta imitacja jest stosunkowo łatwa”, napisał Le Bon. W swoim eseju „Człowiek społeczny” (fr. „L’Homme et Societes”) z 1881 roku napisał: „Tłumy kierują się przykładami, a nie argumentami”. Podkreślił, że aby wywierać wpływ, manipulator nie może być zbyt oddalony od słuchaczy, a jego przykład lub jego pozycja nie mogą być dla nich nieosiągalne. Jeśli tak jest, jego wpływ będzie zerowy.
Partia nazistowska w Niemczech wykorzystała propagandę do rozwinięcia kultu jednostki wokół Hitlera. Historycy tacy jak Ian Kershaw podkreślają psychologiczny wpływ umiejętności Hitlera jako mówcy. Neil Kressel pisał: „W przeważającej większości ... Niemcy mówią (...) o „hipnotycznym wdzięku Hitlera”. Roger Gill dodawał, że: „jego poruszające przemówienia porwały umysły i serca ogromnej liczby Niemców: praktycznie hipnotyzował publiczność”. Hitler był szczególnie skuteczny, kiedy wygłaszał mowy na żywo, sprawiając, że tłum pochłaniał narastający entuzjazm. Szukał oznak fanatycznego oddania, stwierdzając, że jego idee pozostaną w ten sposób „jak słowa otrzymane pod hipnotycznym wpływem”.

## Zastosowanie

### Polityka
Proces polityczny zapewnia szerokie możliwości wykorzystania technik manipulacji tłumem w celu wspierania kandydatów i polityki. Od wieców wyborczych, przez debaty w ratuszu, po wypowiedzenia wojny, mężowie stanu historycznie używali manipulacji tłumem, aby przekazać swoje przesłanie. Sondaże opinii publicznej, takie jak te przeprowadzone przez Pew Research Center i RealClearPolitics, dostarczają politykom informacje o nastrojach wyborców, ich ocenie obecnej władzy czy kierunków politycznych.

### Biznes

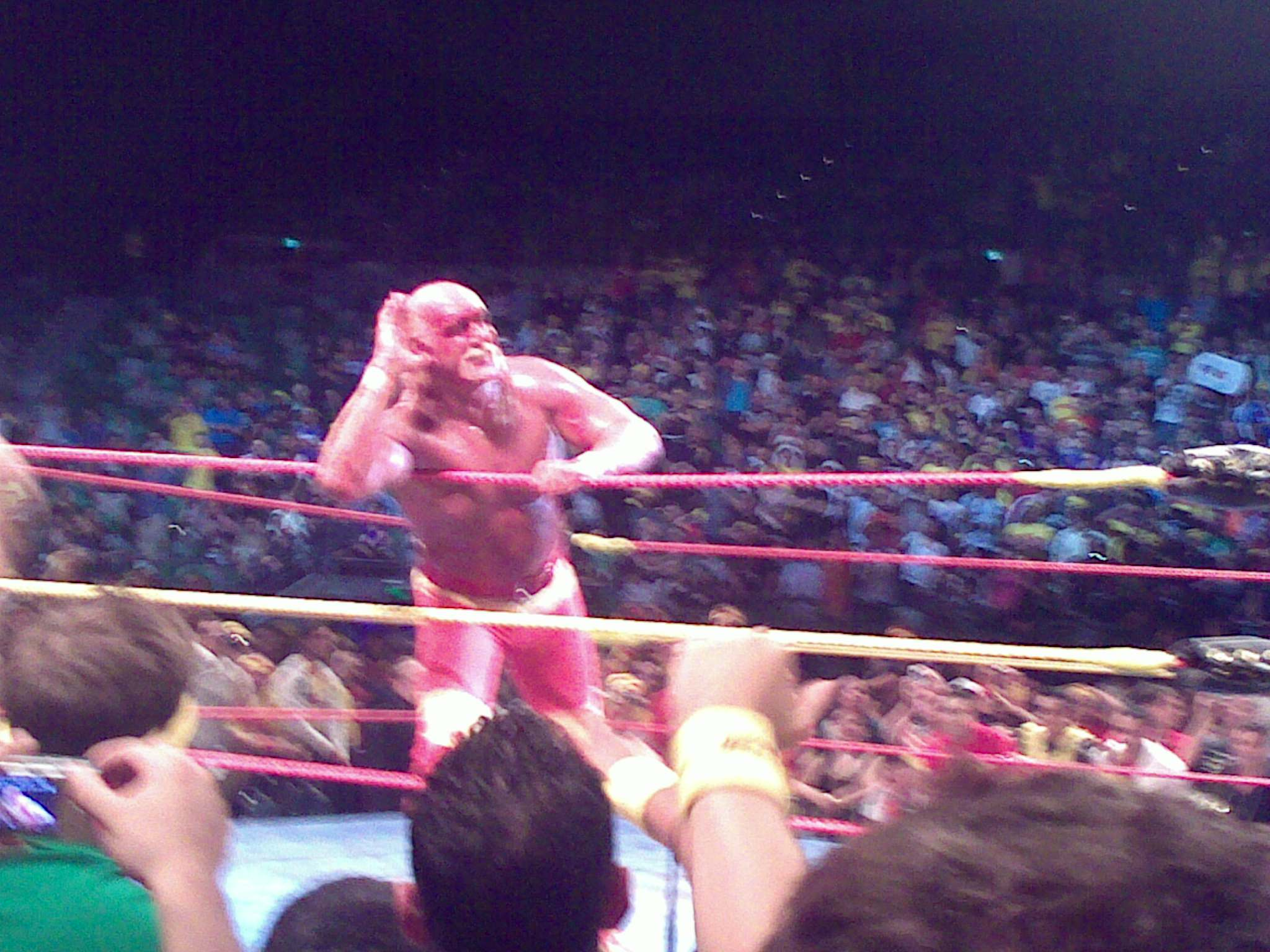
Gwiazda WWF, Hulk Hogan, rozmawia z tłumem podczas telewizyjnego meczu zapaśniczego

Od czasu pojawienia się masowej produkcji, firmy i korporacje używają manipulacji tłumem do sprzedaży swoich produktów. Reklama służy jako propaganda, aby przygotować przyszły tłum do przyjęcia i zaakceptowania określonego przesłania produktowego. Edward Bernays uważał, że poszczególne reklamy są skuteczniejsze, jeśli tworzą otoczkę zachęcającą do zakupu określonych produktów. Zamiast sprzedawać cechy fortepianu, potencjalnym klientom sprzedaje się zatem pomysł na pokój muzyczny.
Przemysł rozrywkowy w wyjątkowy sposób wykorzystuje manipulację tłumem, aby wzbudzić ekscytację wśród fanów i poprzez to zwiększyć sprzedaż biletów. Nie tylko promuje się zgromadzenie za pośrednictwem środków masowego przekazu, ale także wykorzystuje techniki retoryczne do angażowania tłumów, wzbogacając w ten sposób ich doświadczanie. Dla przykładu: w Penn State University tamtejsza drużyna akademicka – PSU Athletics – używa maskotki Nittany Lion, aby rozpalić tłumy ponad 100 000 studentów, absolwentów i innych gości na Beaver Stadium. Wśród zastosowanych technik znajdują się wskazówki dla jednej strony stadionu, aby skandować „We are...” („My jesteśmy”), podczas gdy druga strona odpowiada: „Penn State!”. Te i inne pieśni sprawiają, że Beaver Stadium jest niesamowitym miejscem dla drużyn odwiedzających, które mają trudności z komunikacją na boisku z powodu hałasu. World Wrestling Entertainment (WWE), a dawniej World Wrestling Federation (WWF), stosuje techniki manipulacji tłumem, aby podekscytować swoich widzów. Wykorzystują oni polaryzujące osobowości i prestiż swoich zapaśników, aby wywołać określone emocje publiczności. Praktyka ta jest podobna do tej stosowanej przez starożytnych rzymskich gladiatorów, których życie zależało od ich zdolności nie tylko do walki, ale także do zdobywania tłumów. Wysoki poziom entuzjazmu utrzymuje się za pomocą świateł, dźwięków, obrazów i udziału tłumu w wydarzeniu. Według Hulka Hogana w jego autobiografii „Moje życie poza ringiem” (ang. 'My Life Outside the Ring’ ): „Nie trzeba było być wielkim zapaśnikiem, wystarczyło wciągnąć tłum do walki. Trzeba było być całkowicie świadomym i skupionym na tej chwili, i zwracać uwagę na nastrój tłumu”.

### Flash mob
Flash mob to zgromadzenie osób, zwykle zorganizowane z wyprzedzeniem za pomocą środków elektronicznych, którzy wykonują określoną – zwykle osobliwą – akcję, a następnie się rozpraszają. Te działania są często dziwaczne lub komiczne – jak w przypadku wielkiej walki na poduszki, ad-hoc musicalu lub zsynchronizowanego tańca. Osoby postronne zwykle pozostawione są w zachwycie i / lub szoku. Koncepcja flash moba jest stosunkowo nowa w porównaniu z tradycyjnymi formami manipulacji tłumem. Bill Wasik, starszy redaktor Harper’s Magazine, jest uznawany za twórcę tego pomysłu. Zorganizował swój pierwszy flash mob w domu towarowym Macy’s w 2003 roku.
Wykorzystanie flash mobów jako narzędzia wojny politycznej może przybrać formę masowego strajku podczas przemówienia politycznego, zakłócenia wiecu politycznego, a nawet jako sposobu na reorganizację tłumu po rozproszeniu go przez aparat kontroli tłumu, np. policję. Na pierwszy rzut oka flash mob może wydawać się spontanicznym cofaniem manipulacji tłumem (tj. odwracaniem tłumu przeciwko manipulatorowi). Na przykład 8 września 2009 roku. Choreograf Michael Gracey zorganizował – za pomocą telefonów komórkowych i około dwudziestu instruktorów – ponad 20 000 osób, aby zaskoczyć Oprah Winfrey podczas premiery 24 sezonu jej programu. Po przedstawieniu Oprah, The Black Eyed Peas wykonali swój muzyczny hit „I Gotta Feeling”. W miarę postępu piosenki, zsynchronizowany taniec zaczynał się od jednej tancerki z przodu tłumu i od osoby do osoby rozprzestrzeniał się, aż zaangażował cały tłum. Zaskoczona i podekscytowana Oprah stwierdziła, że oprócz niej i jej muzycznych gości w pracy była inna osoba, która manipulowała tłumem.
Gracey i inni byli w stanie organizować i manipulować tym tłumem za pomocą urządzeń elektronicznych i sieci społecznościowych, przy czym nie trzeba być profesjonalnym choreografem, żeby przeprowadzić taką operację. Na przykład 13 lutego 2009 roku 22-letni użytkownik Facebooka zorganizował flash mob, który tymczasowo wyłączył londyńską stację Liverpool Street.